# 신흥동 (상주시)
신흥동(新興洞)은 대한민국 경상북도 상주시의 동이다. 상주시내 남쪽에 위치하여 갑장산과 남산, 봉대, 구월봉이 원을 그리듯 에워싼 가운데 병성천이 중심부를 흐르고 그 연변에 들판이 펼쳐저 아름다운 전원풍경을 이루고 있으며 동아, 현대, 청구, 명지3차, 세영아파트 등의 대규모 주거지역이 형성되어 있다. 동아, 청구, 현대아파트 등 대단위 주거지역이 형성되어 인구의 고령화 등에 의한 인구감소가 보편적 추세임에 반해 신흥동은 인구가 증가 일로에 있다.

## 개요
1986년 1월 1일 상주시 승격과 함께 6개 법정동으로 시작한 신흥동은 상주 시내 남쪽에 위치하며 상산삼악의 으뜸인 갑장산과 남산, 봉대, 구월봉이 원을 그린듯 에워싼 가운데 병성천이 중심부를 흐르고 그 연변에는 들판이 펼쳐저 아름다운 전원풍경을 이루고 있는 도농복합형 지역이다. 또한 신흥동은 남상주IC가 위치한 시가지 관문으로서 경북대학교 상주캠퍼스와 상주고등학교, 남부초등학교, 상주향교, 연악서원 등 과거와 현재가 함께하는 지역 교육의 중심지이다.

## 법정동
- 신봉동
- 가장동
- 양촌동
- 지천동
- 오대동
- 흥각동

## 교육
- 남부초등학교
- 경북대학교 상주캠퍼스
- 상주고등학교

## 역대 동장
- 1대 김경식 (1986.1.1 ~ 1988.7.23)
- 2대 김학률 (1988.7.24 ~ 1993.1.12)
- 3대 박희창 (1993.1.13 ~ 1993.6.30)
- 4대 김태증 (1993.7.1 ~ 1996.2.24)
- 5대 심옥준 (1996.2.25 ~ 1997.2.3)
- 6대 전상호 (1997.2.4 ~ 2000.7.24)
- 7대 김동선 (2000.7.25 ~ 2002.8.5)
- 8대 강경구 (2002.8.6 ~ 2004.8.30)
- 9대 김경오 (2004.9.1 ~ 2004.10.1)
- 10대 이철우 (2004.10.2 ~ 2007.2.28)
- 11대 이상국 (2007.3.1 ~ 2009.2.10)
- 12대 황원모 (2009.2.11 ~ 2010.8.15)
- 13대 남명호 (2010.8.16 ~ 2012.1.1)
- 14대 장재경 (2012.1.20 ~ 2013.7.21)
- 15대 조수진 (2013.7.22 ~ 2015.1.14)
- 16대 안희성 (2015.1.15 ~ 2015.12.31)
- 17대 김연일 (2016.1.1 ~ 2017.6.30)
- 18대 임종묵 (2017.7.1 ~ 2018.6.30)
- 19대 최종운 (2018.7.1 ~ 2020.6.30)
- 20대 최해도 (2020.7.1 ~ 2022.12.31)
- 21대 이종진 (2023.1.1 ~ 현재)

## 문화
- 상주향교
- 연악서원

## 교통
- 서산영덕고속도로
- 국도 제4호선 (상주~김천)